# Bay of Fundy
Die Meeresbucht Bay of Fundy (englisch auch Fundy Bay; französisch Baie de Fundy) liegt zwischen den kanadischen Provinzen Nova Scotia und New Brunswick am Golf von Maine mit einer Länge von 220 und einer Breite von 60 Kilometern. Sie zeichnet sich durch ihren außergewöhnlich hohen Tidenhub von bis zu 21 Metern aus. Vom offenen Nordatlantik ist sie durch die Nova-Scotia-Halbinsel abgeschirmt. Ihr Name leitet sich von der portugiesischen Bezeichnung Rio Fondo („tiefer Fluss“) ab.
Die erste europäische Beschreibung der Bucht stammt aus dem Jahr 1604 vom französischen Entdecker Pierre Dugua de Mons und seinem Kartographen Samuel de Champlain als Baie François.
Größte Häfen der Bucht sind Saint John, der unter anderem eine Papiermühle und eine Raffinerie versorgt, Hantsport mit einer weiteren Papiermühle sowie als Gips-Exporthafen und Digby.
Teile der Bucht und der Küste sind als UNESCO Global Geopark, der Stonehammer UNESCO Global Geopark im Bereich der Provinz New Brunswick und der Cliffs of Fundy UNESCO Global Geopark im Bereich der Provinz Nova Scotia, UNESCO-Kultur- und -Naturerbe.

## Gezeiten

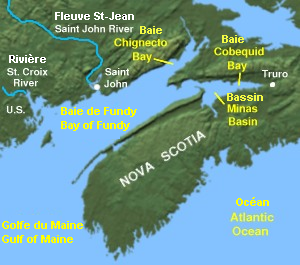
Detailkarte

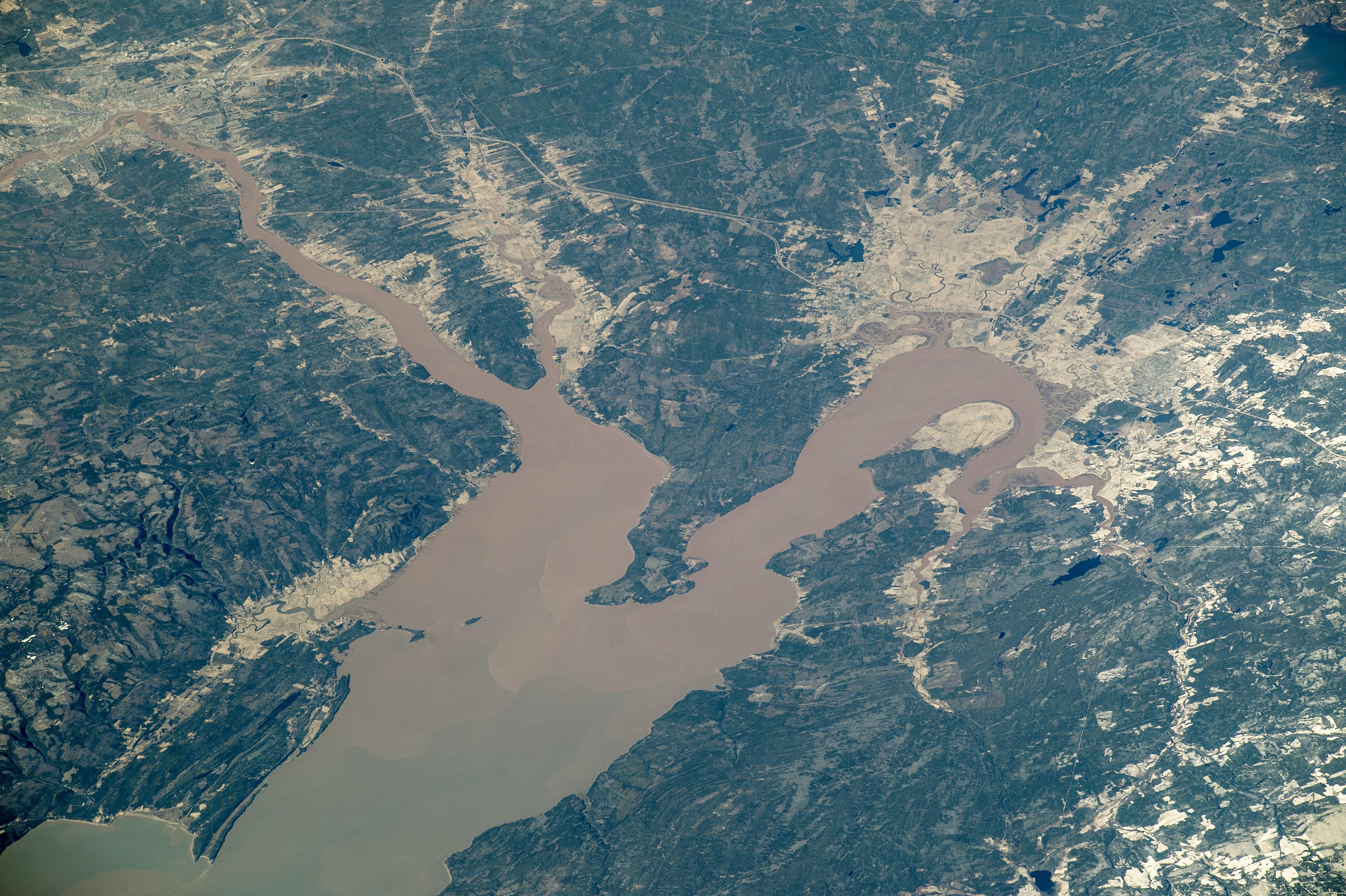
Satellitenbild der Bay of Fundy mit Moncton (links oben) und Amherst (rechts oben)

Im westlichen Teil der Bay of Fundy befindet sich die Passamaquoddy-Bucht, die zwischen dem US-Bundesstaat Maine und der kanadischen Provinz New Brunswick liegt. An ihrem nordöstlichen Ende läuft die Bay of Fundy in zwei Arme aus, westlich in die Chignecto-Bucht und östlich in den Minas-Kanal (Minas Channel) mit dem sich anschließenden Minas-Becken (Minas Basin).
Im Minas-Becken gibt es die höchsten Tidenunterschiede der Welt. Der Tidenhub beträgt etwa 13 Meter bei Normalhochwasser und circa 16 Meter bei Springflut. Verstärkt durch einen Sturm wurden im Jahre 1869 sogar 21,6 Meter gemessen. Für die Chignecto-Bucht sind die Werte etwa 1,5 Meter geringer. Dieser enorme Tidenhub ist Folge einer hier besonders ausgeprägten Tideresonanz. Die Bucht bildet bis zur Schelfkante einen λ/4-Resonator.
Den Tidenhub nutzt seit 1984 das Gezeitenkraftwerk Annapolis zur Stromerzeugung mit 18 MW Leistung. Weitere Gezeiten- und Meeresströmungskraftwerke unterschiedlicher Bauweise sind in Planung. Im Probebetrieb lief vom November 2016 bis zum März 2017 im Minas-Becken am Burntcoat Head ein Kraftwerk, das auf Grund seines Gewichts frei im Wasser schwebte und nur leicht bodenseitig verankert war. Das Werk hat 16 Meter Turbinendurchmesser, 20 Meter Gesamthöhe und etwa 1000 Tonnen Gesamtgewicht und erzeugt bis zu 2 Megawatt. Entgegen der Planung, die 5 Jahre Probebetrieb vorsah, musste das Werk bereits nach 4 Monaten abgeschaltet werden; seine Bergung dauerte wegen ungeplanter technischer Probleme weitere 3 Monate und erforderte den gefahrvollen Einsatz von Tauchern. Auch dieser verkürzte Zeitraum von 1500 Betriebsstunden lieferte wichtige Daten für den künftigen Betrieb und die Verbesserung der Maschinen. Im August 2018 erklärte sich der Betreiber Open Hydro für insolvent, der Probebetrieb ruht. Die Einschätzung zu diesem Zeitpunkt lautet, dass der Versuch damit endgültig gescheitert ist.
Einige Kilometer nördlich des Fundy-Nationalparks befinden sich die Hopewell Rocks, an denen die Wirkung der Gezeiten an Felsformationen zu sehen ist.
Im östlichen Ausläufer, dem Minas-Becken, fallen bei Niedrigwasser knapp 40.000 Hektar Watt trocken.

## Natur
Bekannt ist sie auch für ihre beeindruckenden und rauen Felsformationen und Wälder an der schroffen Küste. Ein 20.700 Hektar umfassender Teil von ihnen wurde 1948 zum Nationalpark erklärt.
Die marine Tierwelt in der Bucht ist sehr ausgeprägt. Das kühle, nährstoffreiche Wasser in der Bucht sorgt für eine reiche Population an Krill, der verschiedene Walarten wie Glattwale, Buckelwale und Minkwale anzieht. Auch die Vogelwelt ist vielgestaltig, so kommen Papageitaucher, Seeschwalben, an der Küste Wanderfalken und Weißkopfseeadler vor. Während der Zugzeiten versammeln sich hier außerdem große Massen an Sandstrandläufern.
Für die lokale Fischerei haben Hering, Amerikanischer Hummer, Muscheln und Lachs in Aquakultur Bedeutung.

## Inseln

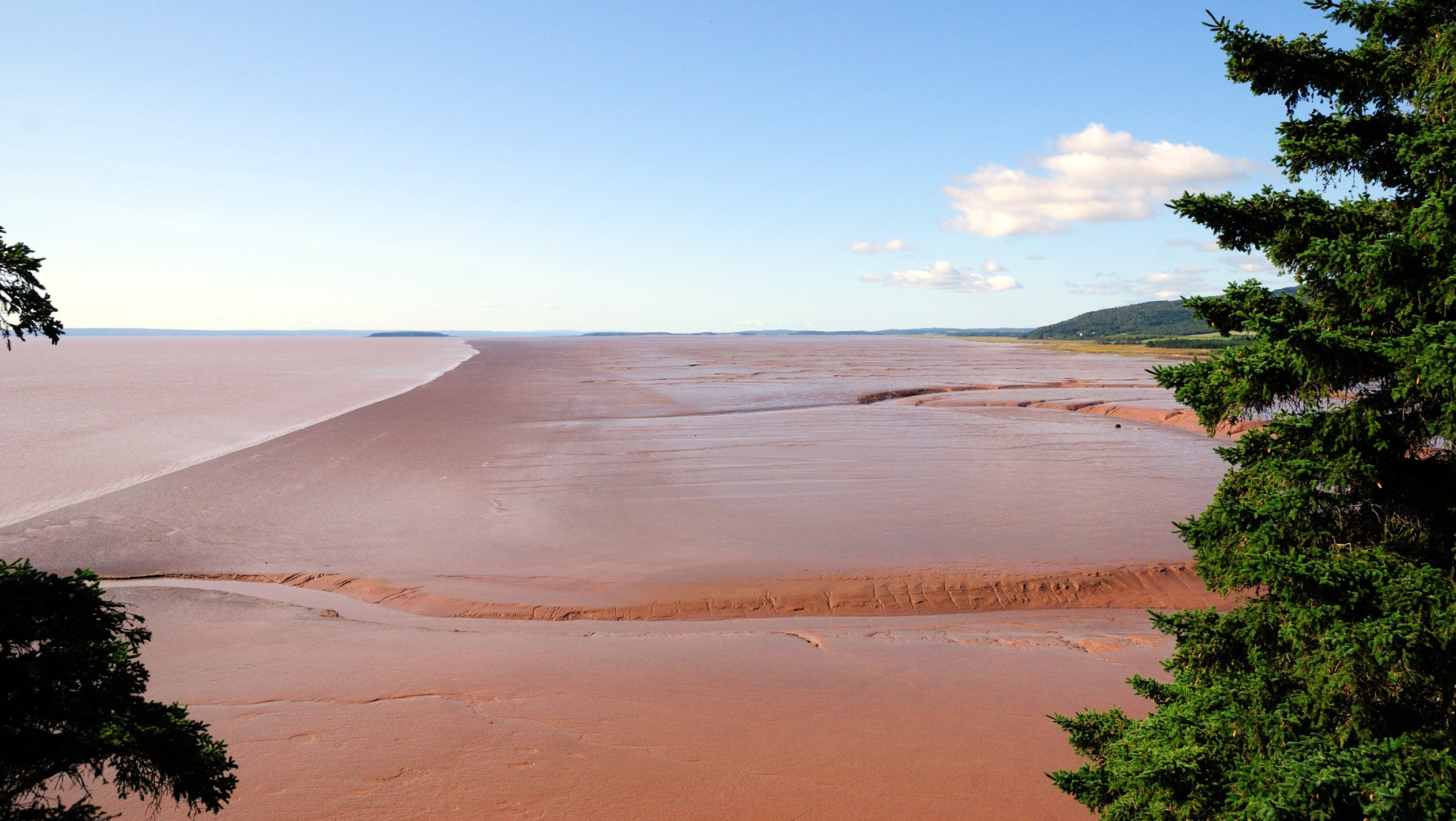
Daniels Flat: ein vier Kilometer breites Watt, das bei Niedrigwasser in der Bay of Fundy entsteht

- Grand Manan Island grenzt an den Golf von Maine.
- Brier Island südlichster Teil des Digby Neck’s.
- Long Island südlicher Teil des Digby Neck’s.

| in der Passamaquoddy-Bucht: - Campobello Island - Moose Island - Deer Island | vor Kap Chignecto: - Isle Haut im Minas Basin: - Five Islands |

Außerdem existieren kleinere Inseln in der Passamaquoddy-Bucht, in der benachbarten Back Bay sowie im Annapolis Basin.

## Zuflüsse
| in New Brunswick: - Saint Croix River - Magaguadavic River - Saint John River - Petitcodiac River - Tantramar River | in Nova Scotia: - Annapolis River - Cornwallis River - Avon River - Shubenacadie River - Salmon River |

## Film
- Wasserwelten. Bay of Fundy – Höchster Tidenhub. (Originaltitel: Les mondes inondés. Baie de Fundy – Les plus hautes mareés du monde.) Dokumentarfilm, Frankreich, 2014, 42:50 Min., Buch: Eric Gonzalez, Marie Pilhan, Michel Ismaël Khelifa, Regie: Frédéric Fèbvre, Produktion: One Planet, arte France, Reihe: Wasserwelten, deutsche Erstsendung: 24. Oktober 2014 bei arte.